# Eleccions legislatives belgues de 1961
Les Eleccions legislatives belgues de 1961 es van celebrar el 26 de març de 1961 per a renovar els 212 membres de la Cambra de Representants Es formà un govern de coalició presidit pel socialcristià Théo Lefèvre.

## Resultats a la Cambra de Representants
|                | CVP/Partit Social Cristià              | 2.182.652 |  | 41,46   |  | 96  | -8 |
|                | Parti Socialiste-Socislistische Partij | 1.933.424 |  | 36,72   |  | 84  | +4 |
|                | PVV-PRL                                | 649.376   |  | 12,33   |  | 20  | =  |
|                | Volksunie                              | 182.407   |  | 3,46    |  | 5   | +4 |
|                | Partit Comunista de Bèlgica            | 162.238   |  | 3,08    |  | 5   | +3 |
|                | Catòlics dissidents                    | 42.081    |  | 0,80    |  | 1   |    |
|                | Rassemblement National                 |           |  | 0,8     |  | 1   |    |
|                | Altres                                 | 112.847   |  | 2,14    |  |     |    |
| Total          | Total                                  |           |  | 100,00% |  | 212 |    |
| Font: Cevipol. |                                        |           |  |         |  |     |    |